# الحريق (عبس)

تعديل مصدري - تعديل

الحريق هي إحدى قرى عزلة مطولة بمديرية عبس التابعة لمحافظة حجة، بلغ تعداد سكانها 534 نسمة حسب تعداد اليمن لعام 2004.